# Oscar Tshiebwe

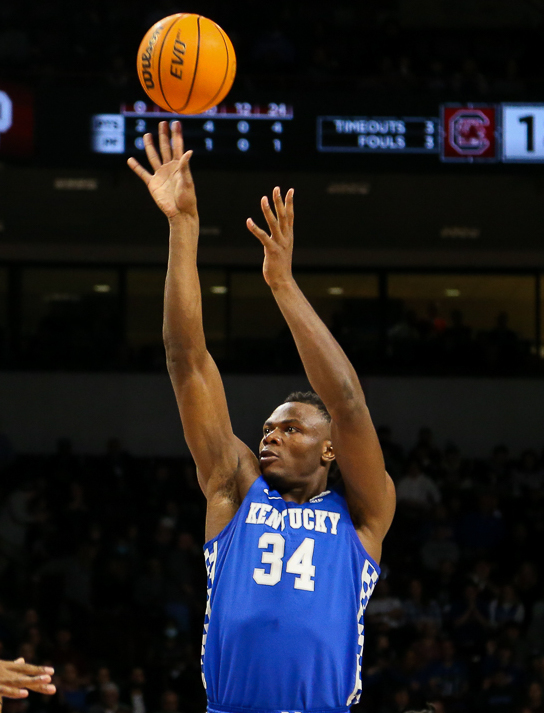
Oscar Tshiebwe, 2022.

Oscar Tshiebwe, född 27 november 1999 i Lubumbashi, är en kinshasa-kongolesisk professionell basketspelare (C) som spelar för Utah Jazz i National Basketball Association (NBA). Han har tidigare spelat för Indiana Pacers.
Tshiebwe blev aldrig NBA-draftad.
Innan han blev proffs studerade Tshiebwe först vid West Virginia University och spelade för deras idrottsförening West Virginia Mountaineers. Tshiebwe blev senare överförd till University of Kentucky för spel i Kentucky Wildcats.